# Lamachus albopictus
Lamachus albopictus là một loài tò vò trong họ Ichneumonidae.